# Кулебра

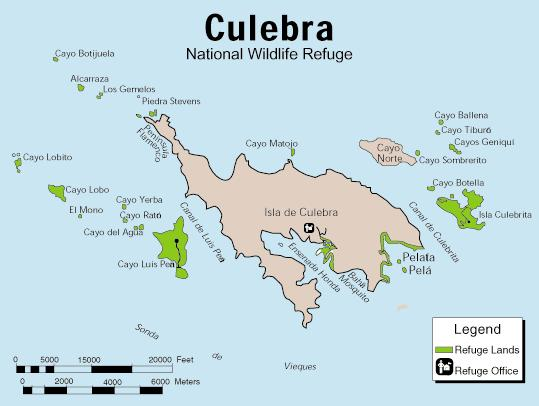
Остров Кулебра

Кулебра (англ. Culebra Island, исп. Isla Culebra) — небольшой (28 км²) остров в 27 км восточнее острова Пуэрто-Рико. Население — 1818 человек (2010).

## Этимология
Ранее остров был известен как Пасахе и Сан-Ильдефонсо. Современное название в переводе с испанского означает «змея».

## География
Наряду с другим населённым островом, Вьекесом, и множеством мелких островков, Кулебра входит в Испанские Виргинские острова, административно относящиеся к Пуэрто-Рико, геологически — к Виргинским островам.

## История
Остров был открыт в 1493 году Христофором Колумбом. В те времена на острове проживали индейцы таино. Позже около трёх столетий он был пристанищем пиратов.

## Экономика
Основа экономики — туризм. Часть острова и несколько близлежащих островков являются защищённой природной территории с ограниченным посещением.
Особо известен общественный пляж Фламенко-Бич на севере острова, в августе 2016 года получивший статус пляжа Голубого флага..

## Галерея

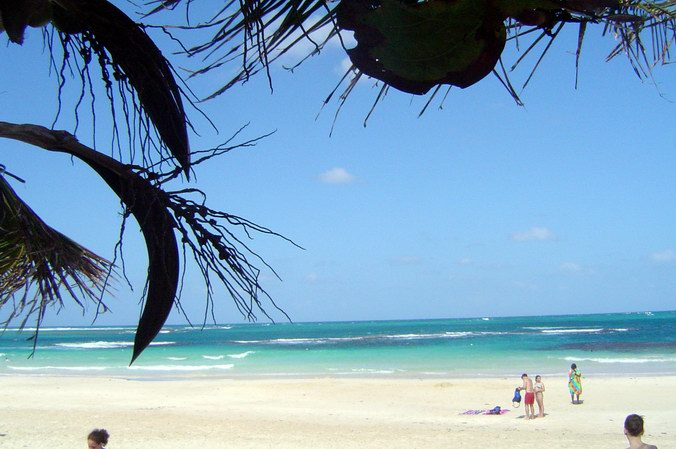
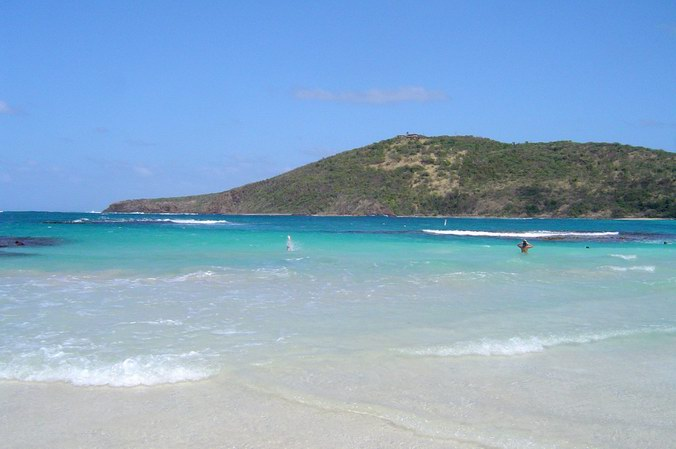
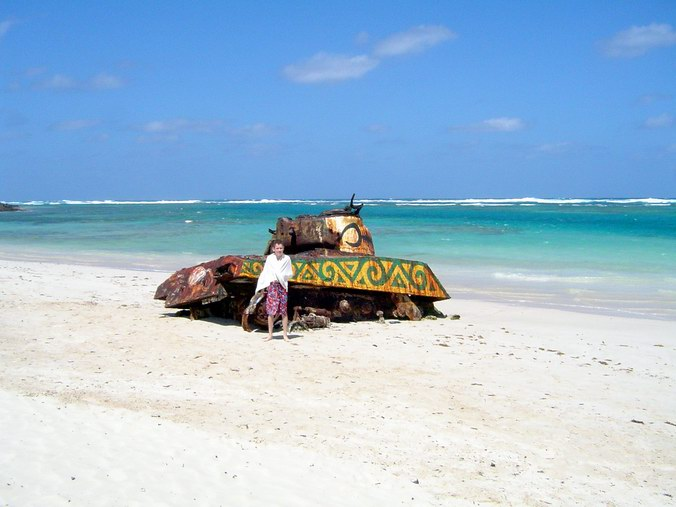
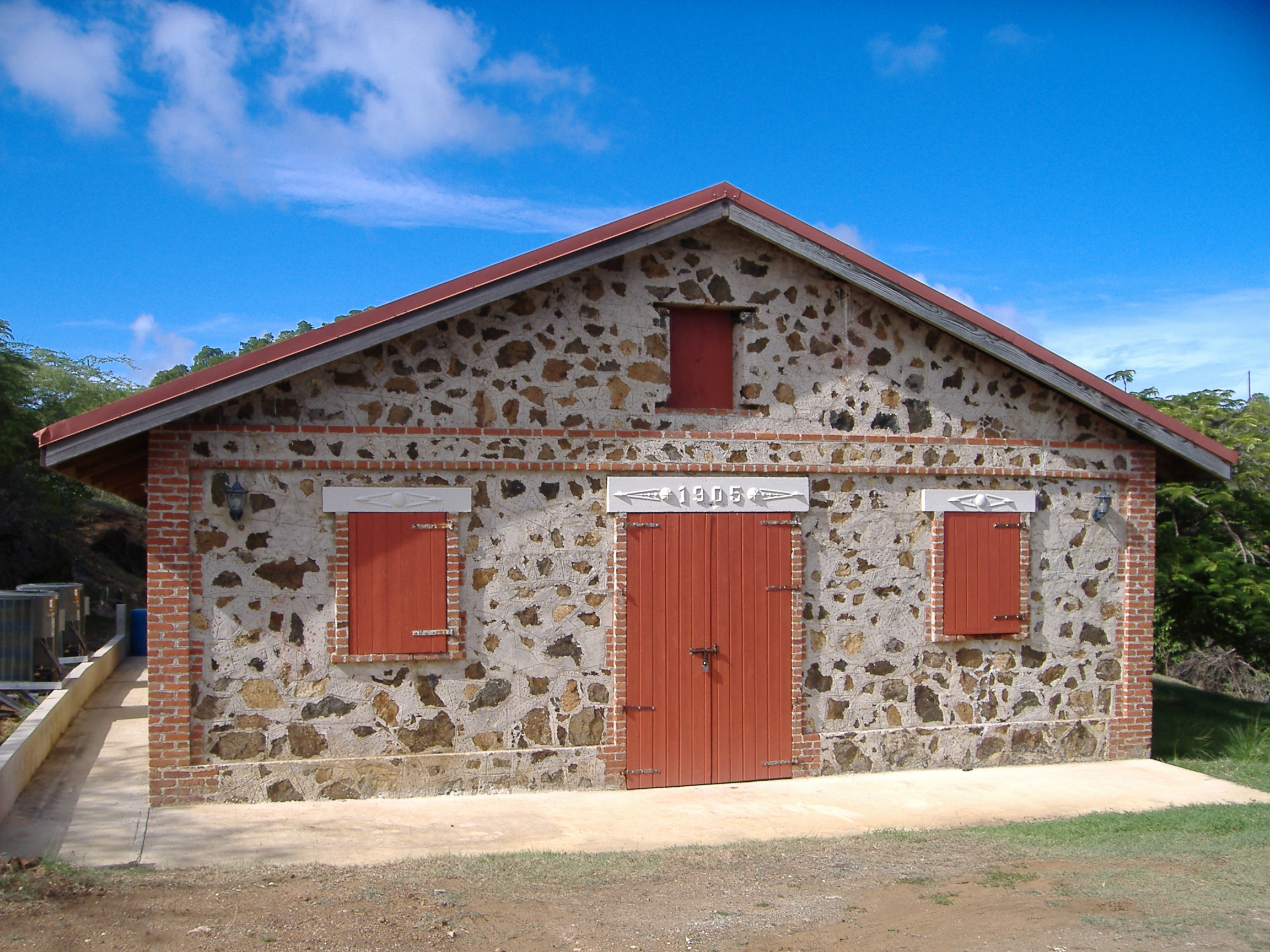